# Pinnacle Systems
Pinnacle Systems, Inc. ['pɪnəkl …] ist ein US-amerikanischer Spezialist für Videoschnittsoftware wie Pinnacle Studio sowie Hardware mit Hauptsitz in Mountain View, Kalifornien. Der europäische Hauptsitz war bis Ende 2008 in Braunschweig, wurde aber mit dem Verkauf der TV-Karten-Sparte an Hauppauge geschlossen.
1997 wurde der Digital Video-Bereich des deutschen Wettbewerbers miro übernommen.
Pinnacle Systems wurde im August 2005 von Avid Technology übernommen. Seit der Übernahme werden nur noch die Produkte für den Heimgebrauch unter dem Namen Pinnacle vertrieben.

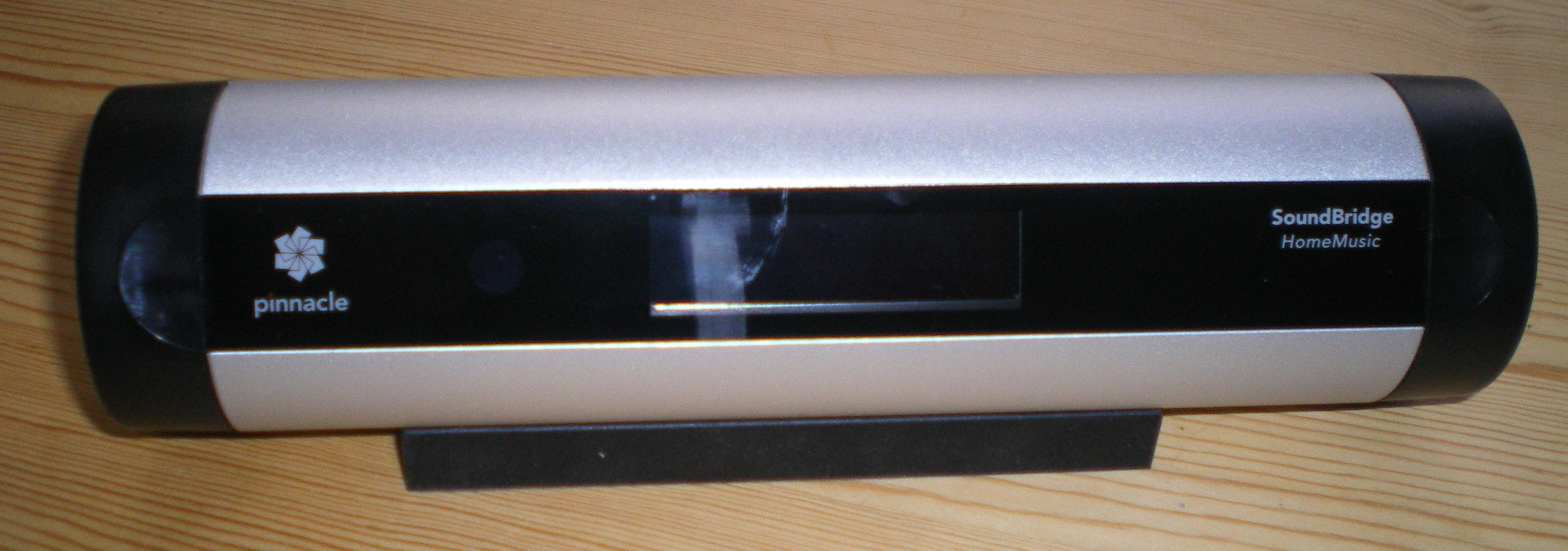
Soundbridge

Pinnacle hat für einige Zeit auch Internetradios von Roku unter eigenem Namen vertrieben, so zum Beispiel die „Pinnacle SoundBridge“ und die „Pinnacle SoundBridge Home Music“. Die teurere „SoundBridge“ hat unter anderem einen RJ45-Anschluss und ein größeres Display als die nur mit WLAN ausgestattete „SoundBridge Home Music“.
Des Weiteren vertrieb Pinnacle Systems unter dem Namen PCTV eine Produktfamilie zum Empfang von Fernsehen auf dem Computer inklusive der Möglichkeit der digitalen Aufnahme und des Time-Shiftings. Ende 2008 wurde dieser Geschäftszweig an den Wettbewerber Hauppauge verkauft, die Produkte werden weiterhin unter der Marke PCTV vertrieben.
Im Juli 2012 verkaufte Avid die Consumer-Sparte der Software für Videobearbeitung (Pinnacle Studio, Avid Studio sowie weitere Capture-Programme) an die Corel Corporation.